# Mohamed Chabani
 (mars 2017).
Si vous disposez d'ouvrages ou d'articles de référence ou si vous connaissez des sites web de qualité traitant du thème abordé ici, merci de compléter l'article en donnant les références utiles à sa vérifiabilité et en les liant à la section « Notes et références ».
Mohamed Chabani, né le 4 septembre 1934 à Oumache (dans la région de Biskra en Algérie) et mort le 3 septembre 1964 à Oran, est un chef nationaliste FLN, commandant durant la guerre d'Algérie.

## Biographie
Tahar dit Mohamed Chabani, né le 4 septembre 1934 à Oumache et mort exécuté le 3 septembre 1964 à Oran, est un chef nationaliste FLN, commandant de la wilaya VI (Sud algérien) durant la guerre d'Algérie.
Il est issu d'une famille de la tribu hilalienne des Ahl Ben Ali. Après des études primaires à Biskra, il part à Constantine en 1952 étudier dans l'institut du Cheikh Ben Badis. Là, il découvre l'engagement politique et l'importance de la lutte armée par la lecture des journaux de l'Association des oulémas musulmans algériens. La grève des étudiants de 1956 le pousse à arrêter ses études pour s'engager dans l'armée de libération nationale (ALN) auprès de Ahmed Ben Abderezzak Hamouda (Si-Haoues).
En 1958, il devient chef de la région III de la wilaya VI. Puis, en juillet 1959, il remplace Si El Haoues (mort 3 mois plus tôt) à la tête de la wilaya VI. Il mène alors des actions contre l'armée française dans le sud de l'Algérie.
En 1961, le gouvernement provisoire (GPRA) le confirme dans son grade de colonel et lui confie après l'indépendance la responsabilité de la 4e région militaire de Biskra.

## Dans l'Algérie indépendante
En 1962, le colonel Chabani a choisi à l'indépendance, le clan de l'armée des frontières de Boumédiène et le parti du bureau politique de Ben Bella, pour asseoir celui-ci au pouvoir à Alger. Il participe à la Guerre des sables entre l'Algérie et le Maroc.
En 1964, Houari Boumédiène fait une restructuration des régions militaires. Boumédiène veut écarter le colonel Chabani, proche de Ben Bella. Le chef de la wilaya VI ne veut pas quitter son commandement à Biskra et rentre en dissidence contre l'État major de l'armée. Ben Bella accuse alors Chabani de complot contre le FLN et de tentative de sécession du sud algérien et son pétrole.
Le colonel Chabani est arrêté le 8 juillet 1964, à Bou-Saâda, lâché par son unité composée essentiellement d'hommes de sa région, Biskra, conduit à Alger, puis transféré à la prison militaire d'Oran. Une cour martiale est spécialement créée par Ben Bella le 28 juillet 1964. Le colonel Chabani est jugé le 2 septembre 1964, condamné à mort pour haute trahison et fusillé le 3 septembre 1964 à Oran.

## Hommages
Le 24 octobre 1984, le colonel Mohamed Chaabani est réhabilité par décret présidentiel. Son nom est inscrit sur le fronton de l'université Mohamed Khider et est donné à une artère principale de la ville de Biskra.

## Décorations
- Ahid de l'ordre du Mérite national d'Algérie.